# Venom: Să fie carnagiu
Venom: Să fie carnagiu (titlu original: Venom: Let There Be Carnage) este un film american cu supereroi din 2021, care prezintă personajul Marvel Comics cu același nume, produs de Columbia Pictures în asociere cu Marvel Entertainment, Tencent Pictures, Arad Productions, Matt Tolmach Productions și Pascal Pictures și distribuit de Sony Pictures Releasing.

## Distribuție
- Tom Hardy - Eddie Brock / Venom
- Michelle Williams - Anne Weying
- Naomie Harris - Frances Barrison / Shriek
- Reid Scott - Dan Lewis
- Stephen Graham - Patrick Mulligan
- Woody Harrelson - Cletus Kasady / Carnage